# دترن
دترن (به آلمانی: Detern) یک منطقهٔ مسکونی در آلمان است که در Jümme واقع شده‌است. دترن ۲٬۶۵۳ نفر جمعیت دارد.